# Tom W. Bonner

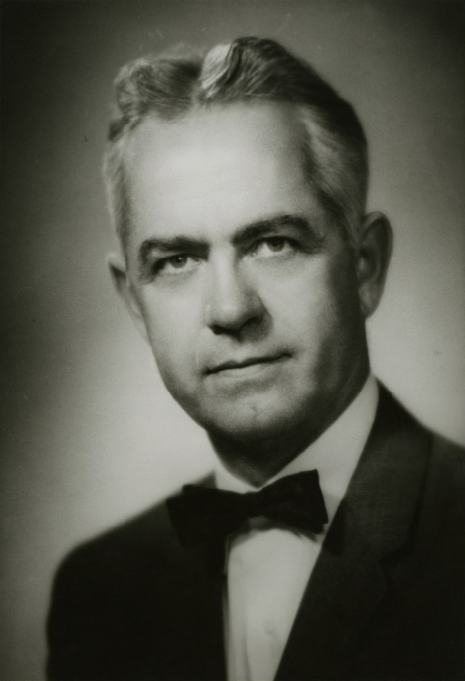
Tom W. Bonner (1950)

Tom Wilkerson Bonner (* 19. Oktober 1910 in Greenville, Texas; † 6. Dezember 1961 in Houston, Texas) war ein US-amerikanischer Physiker, der auf dem Gebiet der experimentellen Kernphysik arbeitete.

## Leben
Bonner besuchte als Jugendlicher Kurse an der Southern Methodist University in Texas und  begann sein Physik-Studium 1931 an der Rice University, wo er 1932 den Master-Grad erlangte. Angeregt durch die Arbeiten von James Chadwick, dem 1932 der experimentelle Nachweis der Existenz des Neutrons gelang, wandte er sich der experimentellen Neutronenphysik zu. Auf diesem Gebiet arbeitete er bis zu seinem frühen Tod 1961. Durch ein National Research Fellowship konnte er ab 1934 am California Institute of Technology forschen. Ende 1936 kehrte er nach einem Aufenthalt in Europa an die Rice University zurück. 1938–1939 war er Guggenheim Fellow in Cambridge (Massachusetts). In dieser Zeit publizierte er wichtige Arbeiten über Kernreaktionen.
Während des Zweiten Weltkrieges arbeitete er am Radiation Laboratory des MIT über Radarsysteme. Nach Kriegsende kehrte er an die Rice University zurück, wo er speziell zu Kernreaktionen bei niedrigen Energien forschte.
1938 wurde er Fellow der American Association for the Advancement of Science und 1941 der American Physical Society. Seit 1959 war er Mitglied der National Academy of Sciences.

## Ehrungen
Seit 1965 wird von der American Physical Society jährlich der Tom-W.-Bonner-Preis für Kernphysik vergeben.